# Réunion de Mulhouse à la France
La Réunion de Mulhouse à la France est le rattachement voté par les citoyens de la république de Mulhouse (en allemand : Stadtrepublik Mülhausen) fondée en 1347 à la toute jeune République française le 15 mars 1798. Le terme a été préféré à ceux de rattachement ou d’annexion.
La place centrale de la ville a été baptisée en souvenir de cet événement « place de la Réunion ».